# کلستان
کِلستان (شیراز)، روستایی لر نشین  از توابع بخش مرکزی شهرستان شیراز در استان فارس ایران است.

## موقعیت جغرافیایی
کلستان در ۱۱ کیلومتری شیراز و در کنار بزرگراه شیراز - یاسوج قرار دارد . 
این روستا  از شمال با شهرستان بیضا و روستای خلار ؛ از غرب با شهرستان سپیدان و روستای شول ؛ از جنوب با روستاهای کودیان و اب پرده و از جنوب شرق با روستای تفریحی قلات و از شرق با شهر شیراز و شهرک گویم ( منطقه ۱۰ شهرداری شیراز ) همسایه است و آخرین نقطه شهرستان شیراز در بزرگراه شیراز - یاسوج محسوب میشود.

## زبان
زبان مردم این روستا لری است و از طوایف ممسنی(شولستان) می باشند.

## جمعیت
این روستا در دهستان دراک قرار دارد و براساس سرشماری مرکز آمار ایران در سال ۱۳۹۵، جمعیت آن۳۲۱۲ نفر (۶۹۲خانوار) بوده‌است.